# هانوور پارک (میزوری)
هانوور پارک (به انگلیسی: Hanover Park) یک روستا در ایالات متحده آمریکا است که در ایلینوی قرار دارد. هانوور پارک ۱۶٫۶۷ کیلومتر مربع مساحت و ۳۷٬۹۷۳ نفر جمعیت دارد.